# Alfred Lang-Willar
Alfred Lang-Willar, né le 20 janvier 1875 à Bâle (Suisse) et mort le 25 mai 1932 à Veroli (Italie), est un homme d'affaires internationales et une personnalité du Tout-Paris.
Sa mort avec son épouse dans un accident d’avion, quelques jours après que le couple a survécu au naufrage du paquebot Georges Philippar au cours duquel décède leur ami le journaliste Albert Londres, donne lieu à de nombreuses théories du complot.

## Biographie

### Origines
Alfred Lang-Willar est le descendant d'une famille juive française présente en Alsace depuis des siècles. Son père, Benoit Lang, est originaire de Sierentz. Sa mère, Sophie Willar, est née à Epfig. Il est le neveu de Léopold Louis-Dreyfus, fondateur du groupe du même nom. En 1915, il épouse la jeune Suzanne Picard, fille d'un horloger suisse de La Chaux-de-Fonds, avec qui il a trois enfants.

### Carrière
Au tout début du XXe siècle, Alfred Lang-Willar a 25 ans. Il est déjà le bras droit de son oncle Léopold, puis de son cousin germain Louis Louis-Dreyfus qui lui confie la direction du principal comptoir du groupe éponyme, à Buenos Aires. Il devient président de la chambre de commerce française en Argentine. Dans les premiers jours de la Grande Guerre, les deux cousins sont brièvement soupçonnés, sur la base d'un dossier secret visant des échanges de télégrammes, d'avoir fourni des denrées et des chevaux aux Allemands. Mais ils sont lavés de tout soupçon après une enquête diligentée par la Chambre des députés qui conclut que « la section du contrôle télégraphique a, par légèreté, imprévoyance et ignorance, jeté sur une maison honorable une suspicion injustifiée ». 

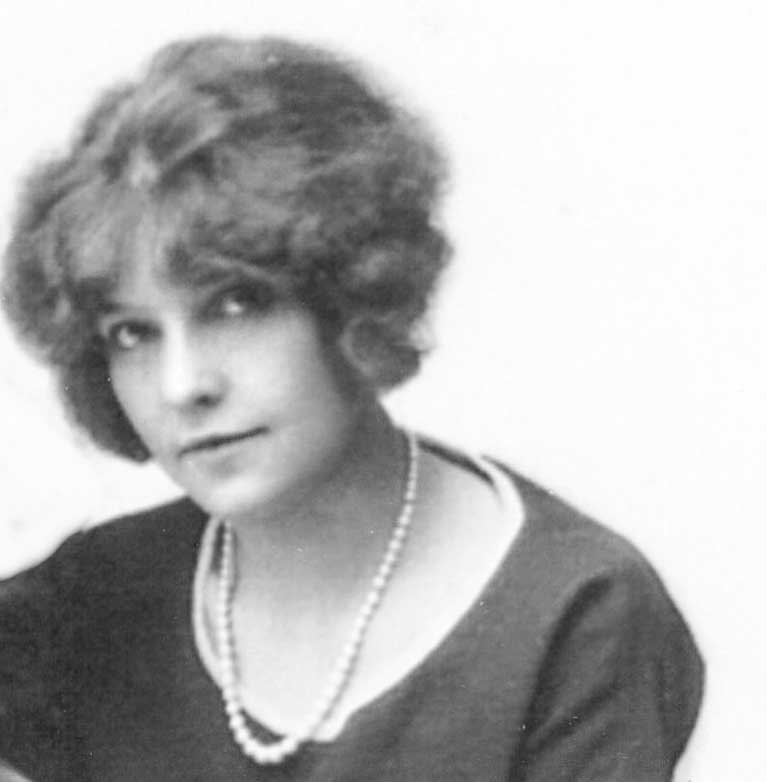
Suzanne Lang-Willar (née Picard).

En réalité, depuis l'Argentine qu'il a regagnée en 1916, Alfred Lang-Willar contribue activement à l'approvisionnement de la France pendant la Première Guerre mondiale. Il fait partie de la commission interalliée de ravitaillement des nations alliées et de la Royal Commission of Wheat Supplies, sous la présidence de Sir Herbert Gibson. Membre du Comité patriotique, il organise l'Exposition de guerre de 1917 à Paris et Buenos Aires. Il fonde avec Paul Doumer l'association France - Amérique latine, dont il devient vice-président. En reconnaissance de ses services, il est fait chevalier de la Légion d'honneur en 1921.
Revenu en France dans les années 1920, il quitte ses fonctions dans le groupe Louis-Dreyfus et devient une personnalité en vue du Tout-Paris. Ami d'Anatole France comme de René Viviani, il fréquente les cercles littéraires et politiques. Il est nommé administrateur de nombreuses sociétés, dont la compagnie Gaumont. Ses pur-sang s'alignent à Longchamp comme à Deauville. Chaque été, sa femme et lui sont les personnalités en vue de Saint-Jean-de-Luz.
Mais atteint par la crise de 1929, Alfred Lang-Willar doit reprendre le flambeau de l'entreprise Louis-Dreyfus. Son cousin Louis le charge de développer le marché du soja à Kharbine, en Mandchourie. Laissant leurs trois enfants à Paris, les époux Lang-Willar se rendent en Chine fin 1931. Ils arrivent à Shanghai quelques jours avant l'attaque japonaise du 28 janvier 1932. Le grand reporter Albert Londres, avec qui ils sont amis depuis qu’ils se sont connus en Argentine, fait lui aussi le voyage de Chine. Il y prépare une enquête qu’il présente au couple comme devant constituer le sommet de sa carrière. Tout en vaquant à leurs affaires, les Lang-Willar aident le journaliste à pénétrer certains milieux et l'accompagnent à Moukden, dans sa tournée des états-majors. S'étant aventurés vers Chapéï, faubourg de Shanghai, sous les bombardements, les Lang-Willar sont capturés par des bandes armées et condamnés à mort. Ils parviennent à s'échapper à la faveur des combats. Ils décident alors de ne plus tenter le destin et de rentrer en France.

### Mort

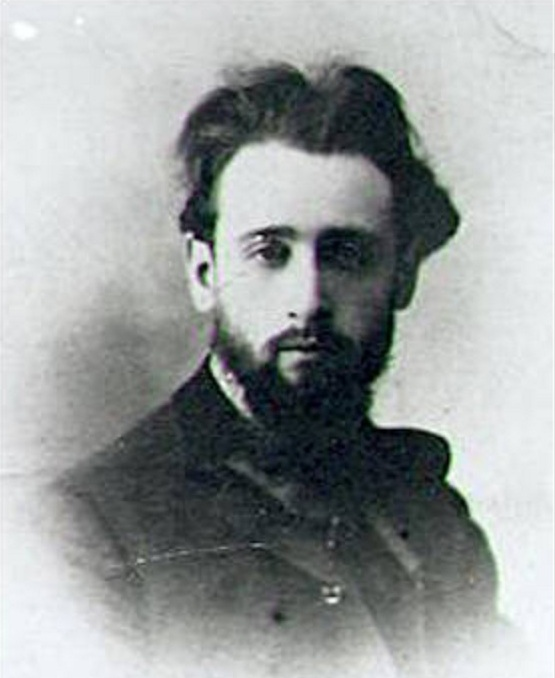
Albert Londres en 1923. Il est l'ami des Lang-Willar. Ceux-ci sont les seuls confidents de son enquête explosive en Chine. Leurs morts successives à tous trois, sans que son enquête puisse être publiée, éveille les théories du complot.

Fin avril 1932, Alfred et Suzanne Lang-Willar embarquent à Shanghaï à bord du Georges Philippar, luxueux bateau des Messageries maritimes qui revient de son voyage inaugural. À bord, ils retrouvent Albert Londres, qui rentre en France et profite de la traversée pour mettre la dernière main à son reportage sur la Chine : une enquête explosive sur les trafics d'opium et d'armes et l'immixtion bolchévique dans les affaires sino-japonaises. À bord du paquebot, les époux Lang-Willar sont ses seuls confidents. Tous les soirs, ils dînent avec le grand reporter et se font lire des passages entiers de son enquête. Le 15 mai 1932 dans la nuit, réunis sur la terrasse de leur cabine, « ils partagent un toast à la fortune littéraire assurée d'une enquête où le grand journaliste a dépensé toute son âme ».

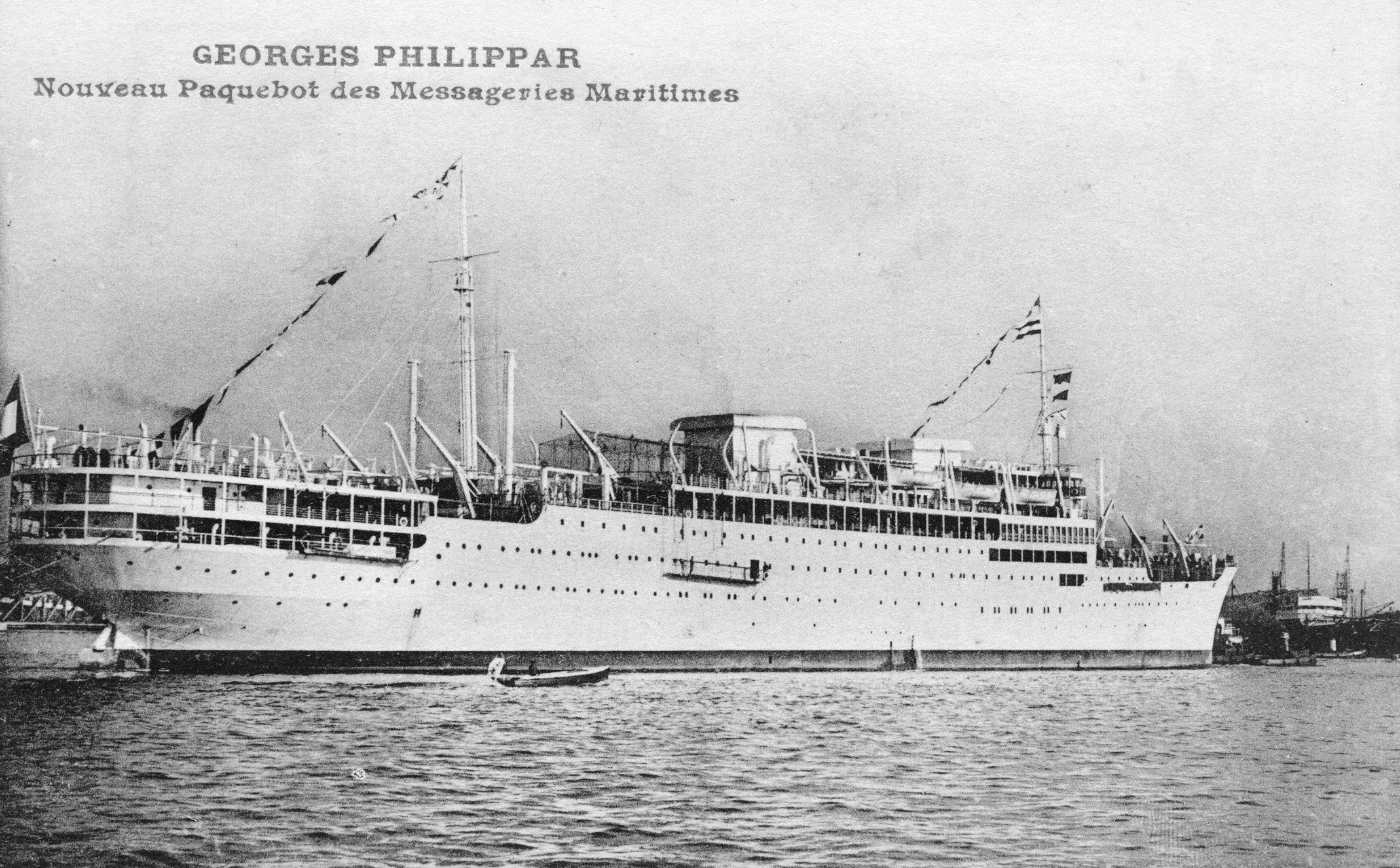
Le paquebot Georges Philippar, photographié quelques mois avant le naufrage dont réchappent les Lang-Willar, mais où meurt leur ami le journaliste Albert Londres.

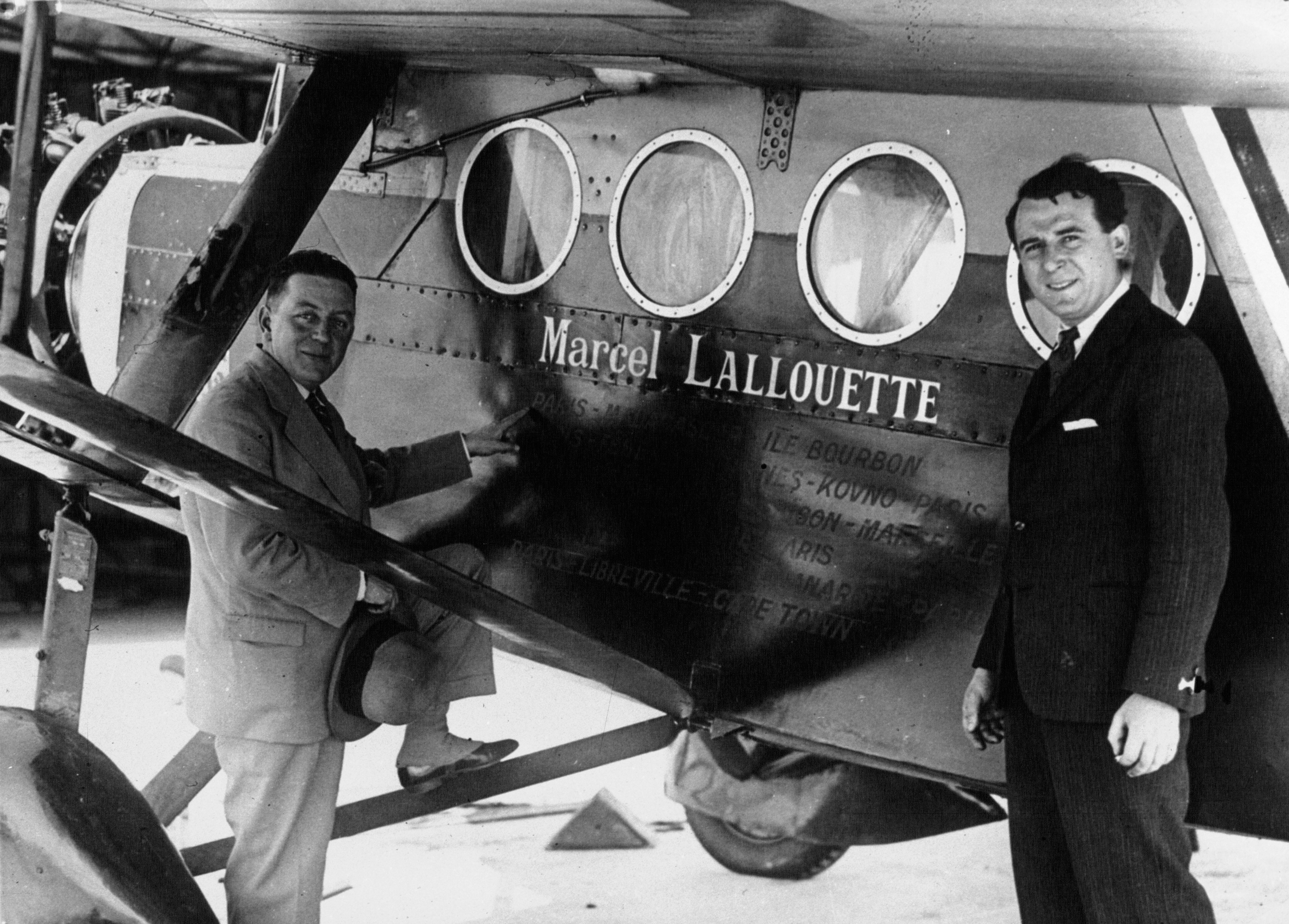
Marcel Goulette (à gauche) auprès de son Farman F.190.

Le 16 mai vers 2 h du matin, au large d'Aden, le Georges Philippar est la proie des flammes. Bloqué dans sa cabine, cherchant à sauver ses précieux documents, Albert Londres meurt dans l'incendie, comme cinquante-trois autres passagers. Les Lang-Willar en réchappent en se jetant à l'eau. Ils sont recueillis par un navire soviétique, le Sovetzkaya Neft. Pressés de retrouver leurs enfants à Paris, ils prennent un avion anglais de l'Imperial Airways qui fait la liaison Port-Saïd - Brindisi. Le journal l'Excelsior, souhaitant recueillir en exclusivité leur témoignage sur le naufrage et leurs confidences sur l'enquête d'Albert Londres, affrète un avion Farman F.190 piloté par deux as de l'aviation, Marcel Goulette et Lucien Moreau. L'avion vient chercher les Lang-Willar à Brindisi le 25 mai. Il décolle malgré les mauvaises conditions météo. Il percute les monts Herniques près du village de Veroli, au lieu-dit « La Femme morte ». Les quatre occupants sont tués sur le coup. Les secours, cheminant dans un paysage montagneux et hostile, mettent deux jours pour atteindre le lieu de l'accident. Les obsèques des Lang-Willar ont lieu le 5 juin au cimetière de Passy,. Leur destin reste pendant des semaines à la une des journaux français. Il en est à nouveau question en 1934 lorsque des receleurs tentent d’écouler à Lyon des bijoux Van Cleef et Arpels ayant appartenu à Suzanne Lang-Willar, bijoux volés sur les lieux de l’accident.

## Théories du complot
Avant la disparition des Lang-Willar, l'incendie du Georges Philippar a déjà fait naître toutes sortes de spéculations : comment un navire aussi moderne, fleuron de la marine française, pouvait-il avoir été, en aussi peu de temps, la proie des flammes ?[style à revoir] L'hypothèse d'un sabotage est très répandue. Le bateau soviétique qui se trouve à proximité, et venu ensuite secourir les naufragés, alimente les théories conspirationnistes de la presse de droite ou d'extrême droite. Sur sa une, Le Figaro dénonce un complot communiste. Le journal Cyrano s'empare des origines suisses de Mme Lang-Willar, qui sous la plume de son journaliste deviennent des origines russes. Elle est soupçonnée d'avoir émis des messages radio depuis le navire soviétique à bord duquel le couple a été secouru, messages dont elle aurait détruit la trace. Il n'en faut pas plus à une certaine presse[pas clair] pour la suspecter d'être un agent soviétique. Le Petit Marseillais voit dans les époux Lang-Willar « des personnes plus qu'énigmatiques ». D'autres imaginent derrière cette catastrophe la main des triades ou de terroristes indochinois cherchant à faire disparaître Albert Londres, au motif qu'il prépare des révélations explosives sur leur compte. Mais une enquête ordonnée par le gouvernement français sur les circonstances de l'incendie éteint toutes ces rumeurs, le feu étant finalement attribué à une mauvaise conception du circuit électrique du navire.
L'accident d'avion des Lang-Willar, neuf jours seulement après le naufrage du Georges Philippar, alimente de nouvelles rumeurs, parfois en contradiction avec les précédentes. Comment croire à tant de hasard ?[style à revoir] Comment Marcel Goulette, cet as de l'aviation, auteur de nombreux records, habitué à naviguer dans les circonstances les plus difficiles, aurait-il pu abîmer son appareil au cours d'un vol a priori aussi simple ?[style à revoir] Depuis Brindisi, Alfred Lang-Willar a câblé à l'Excelsior qu'il est le dépositaire des secrets d'Albert Londres. De là à imaginer qu'on ait voulu le faire taire lui aussi, il n'y a qu'un pas que certains n'hésitent pas à franchir, comme le rappellent la biographie de Pierre Assouline sur Albert Londres ou le livre de Jean-Paul Ollivier sur le Georges Philippar. La vérité est probablement plus prosaïque : pressé de regagner Paris par ses commanditaires de l'Excelsior, le pilote aurait pu décider de défier les exécrables conditions météorologiques qui régnaient ce jour-là sur les Apennins.
Le destin des Lang-Willar est plusieurs fois évoqué dans la littérature. Outre les ouvrages précités de Pierre Assouline et Jean-Paul Ollivier, Régis Debray écrit un scénario dont ils sont les personnages clés, mais qui fait la part belle à une vision complotiste. En 2016, France Inter diffuse une fiction de Renaud Meyer intitulée Albert Londres, le dernier reportage, mettant en scène les derniers jours d'Albert Londres, ses dîners à bord du Georges Philippar avec Alfred et Suzanne, le naufrage du navire et l'accident d'avion des Lang-Willar. Le récit de cette fiction radiophonique laisse planer, encore une fois, l'ombre du doute sur les causes de ces catastrophes. Toutefois, France Inter invite à la suite de cette fiction le grand reporter et écrivain Jean-Claude Guillebaud qui affirme clairement que la théorie du complot ne peut être avancée au sujet de la mort d'Albert Londres et des époux Lang-Willar.

## Descendance
Claudine, fille d’Alfred et Suzanne Lang-Willar, épouse Marc Najar, grand négociant international de matières premières. Elle périt avec son mari et deux de ses enfants dans un accident d’avion privé le 30 juillet 1960.
Jean-Pierre Lang-Willar, fils cadet d’Alfred et Suzanne, un temps associé de son beau-frère Marc Najar, se distingue lui aussi par une réussite remarquable dans le commerce international du blé et du café. La vie aventureuse de Marc Najar et de Jean-Pierre Lang-Willar dans les années 1950 est racontée par le journaliste et écrivain Dan Morgan dans son livre Les Géants du grain.
Alfred et Suzanne Lang-Willar sont des arrière-grands-parents maternels du chanteur Raphaël. Dans un portrait que lui consacre Le Monde en 2015, l'artiste évoque « la ligne de faille sur trois ou quatre générations », ouverte par leur tragique destin.